# Feuilleea rotundata
Feuilleea rotundata là một loài thực vật có hoa trong họ Cucurbitaceae. Loài này được (Blume) Kuntze mô tả khoa học đầu tiên năm 1891.